# Freden och jag
Freden och jag är en svensk TV-film från 1988 i regi av Bengt Wendin. I rollerna ses Anders Ahlbom, EwaMaria Björkström, Gay Lundin och Tomas Norström. Filmen behandlar fredsfrågan ur den enskilda människans perspektiv och består av intervjuer, spelscener och reportage.